# Голик Юрій Юрійович
Юрій Юрійович Голик (нар. 21 грудня 1977, Луганськ, УРСР) — український підприємець, політичний консультант та колишній радник голови Дніпропетровської обласної державної адміністрації. Відомий завдяки активній участі в реалізації державної програми «Велике будівництво» та комунікаційному супроводу інфраструктурних проєктів за підтримки Офісу Президента України[⇨]. Його діяльність супроводжується низкою корупційних скандалів, журналістських розслідувань та критики з боку журналістів і громадськості[⇨]. Має родинні зв'язки в Російській Федерації, що викликало окрему увагу після повномасштабного вторгнення РФ в Україну[⇨].

## Життєпис
Народився 21 грудня 1977 року в Луганську. У 1994 році закінчив СШ № 20, в Луганську.
У 1999 році закінчив Східноукраїнський університет ім. Даля, спеціальність «Фінанси і кредит».

### Кар'єра
У 2015—2019 роках обіймав посаду радника голови Дніпропетровської обласної державної адміністрації Валентина Резніченка. У цей період активно брав участь у реалізації інфраструктурних проєктів у регіоні.
З 2019 по 2020 рік був радником прем'єр-міністра Олексія Гончарука. У 2020 році став координатором інформаційного супроводу національної програми «Велике будівництво», ініційованої Офісом Президента України. З липня 2019 року Голик очолює програму «Регіональний розвиток» аналітичного центру «Український інститут майбутнього» (UIF).

## Медіавплив і неофіційна роль у державній політиці

### Регулярні візити до Офісу Президента без офіційного статусу
Попри відсутність офіційної посади в Офісі Президента України, Юрій Голик регулярно відвідував адміністративну будівлю на вулиці Банковій у Києві. У серпні 2023 року журналісти Bihus.Info зафіксували, як автомобіль Голика неодноразово проїжджав через блокпости біля будівлі Офісу Президента без зупинки, що зазвичай є неможливим без спеціального дозволу.
Сам Голик пояснив свою присутність у цьому районі тим, що нібито орендував квартиру поблизу, проте не надав чітких пояснень щодо характеру та частоти своїх візитів до Офісу Президента.
Окремі джерела у медіа та серед політичних оглядачів стверджують, що Голик зберігав неформальний вплив на інформаційну політику державних інфраструктурних проєктів, зокрема «Велике будівництво», навіть після завершення свого офіційного залучення. Йому також приписують участь у формуванні комунікаційних стратегій, координацію окремих медіакампаній та неофіційні консультації з представниками центральної влади.

## Критика і розслідування

### Корупційні схеми у дорожньому будівництві
У 2022 році журналісти «Радіо Свобода» в програмі «Схеми: корупція в деталях» опублікували розслідування, яке викрило корупційні схеми в реалізації державної програми «Велике будівництво» на Дніпропетровщині.
Згідно з матеріалами розслідування, Юрій Голик, який у цей період обіймав посаду радника голови Дніпропетровської ОДА Валентина Резниченка та координатора інформаційного супроводу програми, відігравав ключову роль у сприянні компанії «Будінвест Інжиніринг» у отриманні державних підрядів на загальну суму близько 1,5 мільярда гривень.
Журналісти встановили, що Голик підтримував тісні робочі та особисті зв'язки з Яною Хлантою — фітнес-тренеркою і близькою соратницею Резниченка, яка, за даними розслідування, є співзасновницею «Будінвест Інжиніринг». Спільні поїздки за кордон та регулярні контакти між Голиком, Хлантою та Резниченком свідчать про наявність координації дій з метою забезпечення вигідних контрактів компанії.
Крім того, журналісти зафіксували численні фінансові операції, які, ймовірно, слугували інструментом для відмивання бюджетних коштів. Роль Голика у цих схемах полягала у посередництві між владними структурами та комерційною компанією, а також у інформаційному супроводі, що створювало сприятливий фон для реалізації корупційних дій.
Після виходу розслідування Національне антикорупційне бюро України (НАБУ) та Спеціалізована антикорупційна прокуратура (САП) розпочали кримінальне провадження за фактом зловживання службовим становищем. У грудні 2022 року детективи провели обшуки у Юрія Голика.
Дана справа викликала широкий суспільний резонанс і стала прикладом системних проблем з прозорістю та відповідальністю при реалізації великих державних інфраструктурних проєктів.

### Витік інформації з НАБУ
У червні 2024 року журналісти Bihus.Info оприлюднили розслідування, згідно з яким Юрій Голик отримував конфіденційну інформацію з Національного антикорупційного бюро України (НАБУ) через посередника — радника Офісу Президента Георгія Біркадзе.
Згідно з матеріалами розслідування, вміст телефону Голика містив повідомлення від Біркадзе, які містили дані досудових розслідувань НАБУ, зокрема внутрішні документи, ухвали та скріншоти листувань. Журналісти також припустили, що Біркадзе міг самостійно створювати повідомлення, видаючи їх за інформацію від високопосадовців НАБУ, і передавати їх Голику.
У відповідь на ці публікації директор НАБУ Семен Кривонос повідомив про початок досудового розслідування та двох службових розслідувань щодо можливого витоку інформації з Бюро.
У травні 2024 року Спеціалізована антикорупційна прокуратура та Національна поліція провели обшуки у співробітника НАБУ за підозрою в розголошенні даних досудового розслідування, що стосувалися, зокрема, Юрія Голика.

### Зловживання впливом у тендерах «Великого будівництва»
У 2024 році під час обшуків у Юрія Голика детективи НАБУ вилучили його мобільні телефони. У ході аналізу вмісту пристроїв журналісти Bihus.Info виявили листування між Голиком та бізнесменом Денисом Островським, колишнім власником будівельної компанії "СК «Стройінвест». Ця компанія з 2016 року отримала від держави майже 4,5 мільярда гривень на виконання робіт, зокрема в рамках програми «Велике будівництво».
У листуванні, яке, ймовірно, велося у 2021 році, відправник, ідентифікований як Голик, надає вказівки щодо отримання субвенцій та вимагає звітів про виконання робіт на конкретних об'єктах. Тональність повідомлень свідчить про підпорядкованість Островського. Після цього, у листопаді, «Стройінвест» виграв тендер на будівництво будинку культури в Каневі Черкаської області.
Журналісти зазначають, що активне отримання державних замовлень компанією «Стройінвест» почалося після приходу команди Резніченка-Голика до влади в Дніпропетровській області, а згодом — у рамках «Великого будівництва», що свідчить про можливий конфлікт інтересів та зловживання службовим становищем.

### Використання волонтерського статусу для виїзду за кордон
У червні 2024 року стало відомо, що Юрій Голик виїхав за межі України, отримавши дозвіл від Дніпропетровської обласної військової адміністрації через систему «Шлях» як волонтер.

## Сім'я

### Родинні зв'язки в Російській Федерації
Згідно з відкритими джерелами, батько Юрія Голика є громадянином Російської Федерації, проживає в Москві та працює в Генеральній прокуратурі РФ. Сам Юрій Голик неодноразово відвідував батька після 2014 року, що викликає занепокоєння щодо можливого конфлікту інтересів, враховуючи його роль у реалізації державної програми «Велике будівництво».